# Брень (Домбровський повіт)
Брень (пол. Breń) — село в Польщі, у гміні Олесно Домбровського повіту Малопольського воєводства.
У 1975-1998 роках село належало до Тарновського воєводства.